# Белошейная сорочья майна
Белошейная сорочья майна (лат. Streptocitta albicollis) — вид воробьиных птиц из семейства скворцовых (Sturnidae). Выделяют два подвида. Эндемик Сулавеси. Обитают в равнинных тропических лесах, в кустарниковых зарослях, на болотах и на плантациях.

## Описание
Белошейная сорочья майна по внешнему виду напоминает сорок. Общая окраска оперения чёрная, шея и грудь белые. У номинативного подвида кончик клюва жёлтый, а у S. a. torquata клюв полностью чёрный.

## Подвиды и распространение
Выделяют два подвида:
- Streptocitta albicollis torquata (Temminck, 1828) — север и восток Сулавеси
- Streptocitta albicollis albicollis (Vieillot, 1818) — юг и юго-восток Сулавеси